# Dino Pedriali
Dino Pedriali (1950, Řím – 11. listopadu 2021) byl italský fotograf, který žil a pracoval v Římě.

## Životopis
Jeho fotografickými subjekty byly mužský akt stejně jako portréty. Jeho práci přirovnal umělecký kritik Peter Weiermair v retrospektivě „Nudi e Ritratti - Fotografie dal 1974/2003“ ke Caravaggiovi, protože se podobně jako on zaměřoval na umělecké povznesení lidí z dělnické třídy.
Pedriali fotografoval osobnosti jako byli například Giacomo Manzù, Giorgio de Chirico, Alberto Moravia, Federico Fellini, Rudolf Nureyev, Andy Warhol, Man Ray nebo Pier Paolo Pasolini, kterého fotografoval krátce před jeho smrtí v roce 1975.

## Knihy o Pedrialim
- Peter Weiermair: Dino Pedriali. Edice Stemmle, Curych, 1994. 128 stran. ISBN 3-905514-38-9